# Val Calanca
Le val Calanca est une vallée située dans la partie italophone du canton des Grisons en Suisse.

## Géographie

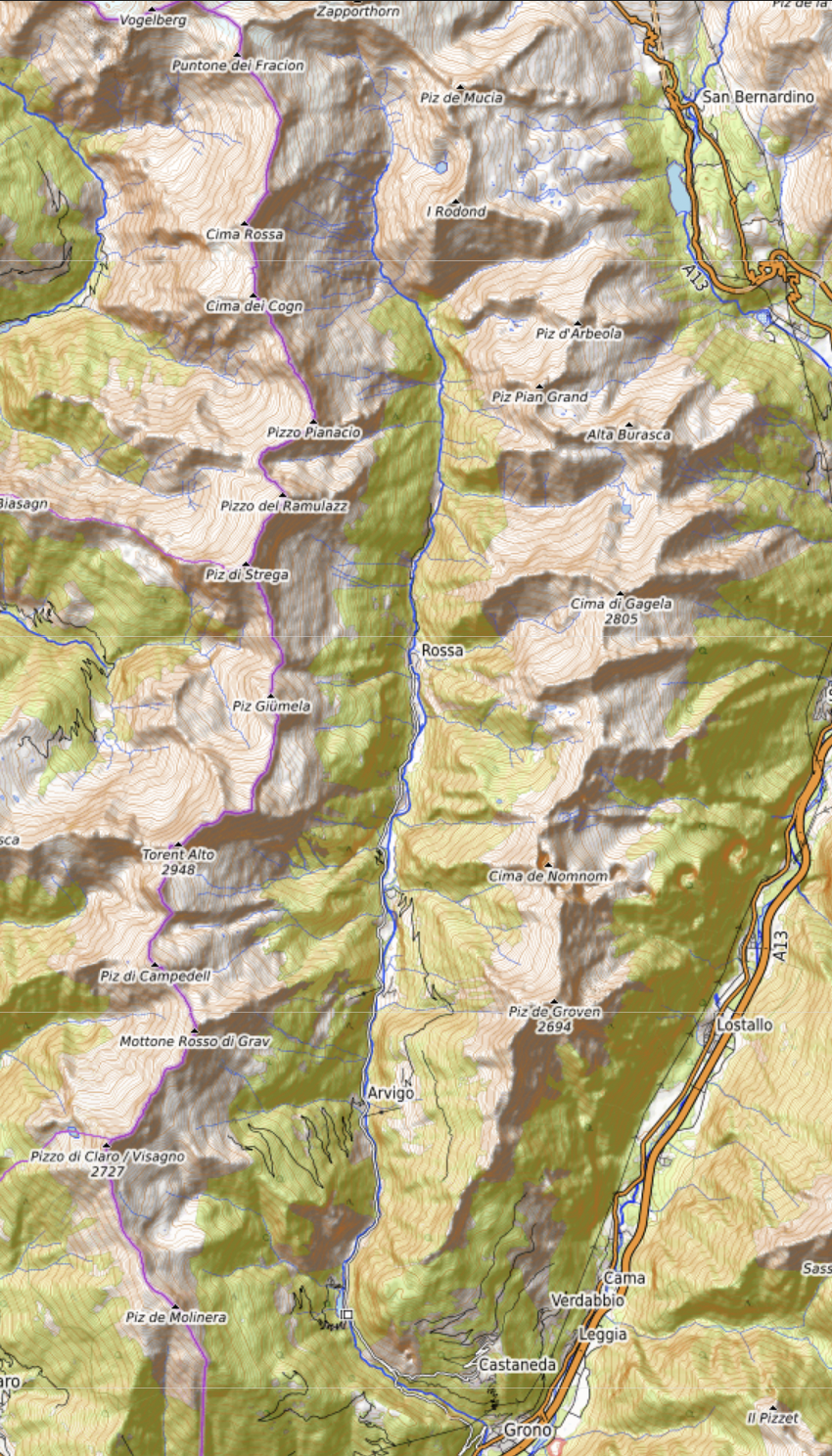
Carte topographique du val Calanca.

Située au sud des Alpes, c'est une vallée latérale du val Mesolcina, parallèle à celui-ci. La vallée est traversée par la rivière Calancasca qui se jette dans la Moesa à Grono.

## Sources
- « Calanca » dans le Dictionnaire historique de la Suisse en ligne.